# Henry Grider

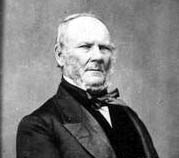
Henry Grider

Henry Grider (* 16. Juli 1796 im Garrard County, Kentucky; † 7. September 1866 in Bowling Green, Kentucky) war ein US-amerikanischer Politiker. Zwischen 1843 und 1847 sowie nochmals von 1861 bis 1866 vertrat er den Bundesstaat Kentucky im US-Repräsentantenhaus.

## Werdegang
Henry Grider genoss eine gute Schulausbildung. Nach einem anschließenden Jurastudium und seiner Zulassung als Rechtsanwalt begann er in Bowling Green in diesem Beruf zu arbeiten. Während des Britisch-Amerikanischen Krieges von 1812 diente er als Soldat in der Miliz von Kentucky. In den 1820er Jahren begann er eine politische Laufbahn. 1827 und 1831 wurde er in das Repräsentantenhaus von Kentucky gewählt. Zwischen 1833 und 1837 saß er im Staatssenat. Er schloss sich der 1835 gegründeten Whig Party an.
Bei den Kongresswahlen des Jahres 1842 wurde Grider im dritten Wahlbezirk von Kentucky in das US-Repräsentantenhaus in Washington, D.C. gewählt, wo er am 4. März 1843 die Nachfolge von Joseph R. Underwood antrat. Nach einer Wiederwahl im Jahr 1844 konnte er bis zum 3. März 1847 zwei Legislaturperioden im Kongress absolvieren. Die erste war noch von den Spannungen zwischen Präsident John Tyler und den Whigs bestimmt. Die zweite Legislaturperiode Griders stand unter dem Eindruck des Mexikanisch-Amerikanischen Krieges. Henry Grider war ein Gegner der Sklaverei. Das kostete ihn Ende der 1840er und in den 1850er Jahren die politische Unterstützung im sklavereifreundlichen Kentucky.
Im Jahr 1860 wurde er als Unionist erneut für den dritten Distrikt in den Kongress gewählt. Dort löste er am 4. März 1861 Francis Bristow ab. Bei den folgenden beiden Kongresswahlen wurde er in seinem Mandat bestätigt, wobei er im Jahr 1864 für die Demokratische Partei kandidierte. Henry Grider konnte bis zu seinem Tod am 7. September 1866 im Kongress verbleiben. Seine Legislaturperioden seit 1861 waren vom Bürgerkrieg geprägt. Nach dem Krieg gehörte er dem Rekonstruktionsausschuss an. Während seiner Zeit im Kongress wurde im Jahr 1865 der 13. Verfassungszusatz ratifiziert, der die Sklaverei verbot. Grider war auch an der Ausarbeitung des 14. Zusatzartikels beteiligt, der das Bürgerrecht auch auf die ehemaligen Sklaven ausweitete. Dieser Zusatz trat aber erst im Jahr 1870 in Kraft.